# Férfi kormányos kettes evezés az 1992. évi nyári olimpiai játékokon
Az 1992. évi nyári olimpiai játékokon a evezés férfi kormányos kettes evezés versenyszámát július 28. és augusztus 2. között rendezték a Lake of Banyoles-tón. A versenyszám utolsó alkalommal szerepelt az olimpiai játékok programján.

## Versenynaptár
| Dátum                        | Forduló  |
| ---------------------------- | -------- |
| 1992. július 28., kedd       | Előfutam |
| 1992. július 29., szerda     | Vigaszág |
| 1992. július 31., péntek     | Elődöntő |
| 1992. augusztus 2., vasárnap | Döntő    |

## Eredmények
Az időeredmények másodpercben értendők. A rövidítések jelentése a következő:
| - Q: továbbjutás helyezés alapján - QA: az A-döntőbe jutott | - QB: a B-döntőbe jutott - DNS: nem állt rajthoz |

### Előfutam
Az előfutamokból az első helyezettek automatikusan az A/B elődöntőbe jutottak, a többiek a vigaszágra kerültek.
| Helyezés | Nemzet                                                                                     | Idő      | Mj       |
| 1. futam | 1. futam                                                                                   | 1. futam | 1. futam |
| -------- | ------------------------------------------------------------------------------------------ | -------- | -------- |
| 1.       | Lengyelország (POL) · Piotr Basta · Tomasz Mruczkowski · Bartosz Sroga (kormányos)         | 7:02,12  | Q        |
| 2.       | Franciaország (FRA) · Patrick Berthou · Laurent Lacasa · Emmanuel Bunoz (kormányos)        | 7:03,77  |          |
| 3.       | Spanyolország (ESP) · José Ignacio Bugarín · Ibon Urbieta · Javier Cano (kormányos)        | 7:04,67  |          |
| 4.       | Ausztria (AUT) · Volkmar Kuttelwascher · Dietmar Kuttelwascher · Markus Irle (kormányos)   | 7:14,29  |          |
| 5.       | Csehszlovákia (TCH) · Dušan Macháček · Michal Dalecký · Oldřich Hejdušek (kormányos)       | 7:16,87  |          |
| 6.       | Brazília (BRA) · Cláudio Tavares · Carlos de Almeida · Carlos Sobrinho (kormányos)         | 7:18,62  |          |
| 2. futam |                                                                                            |          |          |
| 1.       | Nagy-Britannia (GBR) · Jonny Searle · Greg Searle · Garry Herbert (kormányos)              | 6:54,31  | Q        |
| 2.       | Románia (ROU) · Dimitrie Popescu · Nicolaie Taga · Dumitru Răducanu (kormányos)            | 6:54,87  |          |
| 3.       | Kuba (CUB) · Ismael Carbonell · Arnaldo Rodríguez · Roberto Ojeda (kormányos)              | 7:04,67  |          |
| 4.       | Németország (GER) · Thomas Woddow · Michael Peter · Peter Thiede (kormányos)               | 7:07,60  |          |
| 5.       | Bulgária (BUL) · Ivajlo Bancsev · Jordan Dancsev · Sztefan Sztojkov (kormányos)            | 8:03,56  |          |
| 3. futam |                                                                                            |          |          |
| 1.       | Olaszország (ITA) · Carmine Abbagnale · Giuseppe Abbagnale · Giuseppe Di Capua (kormányos) | 7:00,62  | Q        |
| 2.       | Litvánia (LTU) · Juozas Bagdonas · Einius Petkus · Valdemaras Mačiulskis (kormányos)       | 7:04,41  |          |
| 3.       | Egyesült Államok (USA) · Aaron Pollock · John Moore · Stephen Shellans, Jr. (kormányos)    | 7:04,78  |          |
| 4.       | Egyesített Csapat (EUN) · Valery Belodedov · Dmitry Nos · Anatoly Korbut (kormányos)       | 7:22,61  |          |
| 5.       | Argentína (ARG) · Marcelo Pieretti · Gustavo Pacheco · Andrés Seperizza (kormányos)        | 7:39,52  |          |

### Vigaszág
A vigaszág futamából az első három helyezett az A/B elődöntőbe jutott, a többiek a C döntőbe kerültek.
| Helyezés | Nemzet                                                                                   | Idő      | Mj       |
| 1. futam | 1. futam                                                                                 | 1. futam | 1. futam |
| -------- | ---------------------------------------------------------------------------------------- | -------- | -------- |
| 1.       | Kuba (CUB) · Ismael Carbonell · Arnaldo Rodríguez · Roberto Ojeda (kormányos)            | 7:06,83  | A/B      |
| 2.       | Franciaország (FRA) · Patrick Berthou · Laurent Lacasa · Emmanuel Bunoz (kormányos)      | 7:08,63  | A/B      |
| 3.       | Egyesített Csapat (EUN) · Valery Belodedov · Dmitry Nos · Anatoly Korbut (kormányos)     | 7:11,45  | A/B      |
| 4.       | Csehszlovákia (TCH) · Dušan Macháček · Pavel Sokol · Oldřich Hejdušek (kormányos)        | 7:30,64  | C        |
| 2. futam |                                                                                          |          |          |
| 1.       | Románia (ROU) · Dimitrie Popescu · Nicolaie Taga · Dumitru Răducanu (kormányos)          | 7:05,04  | A/B      |
| 2.       | Egyesült Államok (USA) · Aaron Pollock · John Moore · Stephen Shellans, Jr. (kormányos)  | 7:08,41  | A/B      |
| 3.       | Ausztria (AUT) · Volkmar Kuttelwascher · Dietmar Kuttelwascher · Markus Irle (kormányos) | 7:21,06  | A/B      |
| 4.       | Bulgária (BUL) · Ivajlo Bancsev · Jordan Dancsev · Sztefan Sztojkov (kormányos)          | 7:33,73  | C        |
| 3. futam |                                                                                          |          |          |
| 1.       | Németország (GER) · Thomas Woddow · Michael Peter · Peter Thiede (kormányos)             | 7:12,78  | A/B      |
| 2.       | Litvánia (LTU) · Juozas Bagdonas · Einius Petkus · Valdemaras Mačiulskis (kormányos)     | 7:14,10  | A/B      |
| 3.       | Spanyolország (ESP) · José Ignacio Bugarín · Ibon Urbieta · Javier Cano (kormányos)      | 7:17,82  | A/B      |
| 4.       | Brazília (BRA) · Cláudio Tavares · Carlos de Almeida · Carlos Sobrinho (kormányos)       | 7:21,51  | C        |
| 5.       | Argentína (ARG) · Marcelo Pieretti · Gustavo Pacheco · Andrés Seperizza (kormányos)      | 7:32,70  | C        |

### Elődöntő
| Helyezés | Nemzet                                                                                     | Idő      | Mj       |
| A/B      | A/B                                                                                        | A/B      | A/B      |
| 1. futam | 1. futam                                                                                   | 1. futam | 1. futam |
| -------- | ------------------------------------------------------------------------------------------ | -------- | -------- |
| 1.       | Nagy-Britannia (GBR) · Jonny Searle · Greg Searle · Garry Herbert (kormányos)              | 6:52,05  | QA       |
| 2.       | Németország (GER) · Thomas Woddow · Michael Peter · Peter Thiede (kormányos)               | 6:53,53  | QA       |
| 3.       | Franciaország (FRA) · Patrick Berthou · Laurent Lacasa · Emmanuel Bunoz (kormányos)        | 6:53,96  | QA       |
| 4.       | Lengyelország (POL) · Piotr Basta · Tomasz Mruczkowski · Bartosz Sroga (kormányos)         | 6:53,97  | QB       |
| 5.       | Egyesült Államok (USA) · Aaron Pollock · John Moore · Stephen Shellans, Jr. (kormányos)    | 6:54,78  | QB       |
| 6.       | Spanyolország (ESP) · José Ignacio Bugarín · Ibon Urbieta · Javier Cano (kormányos)        | 7:03,99  | QB       |
| 2. futam |                                                                                            |          |          |
| 1.       | Olaszország (ITA) · Carmine Abbagnale · Giuseppe Abbagnale · Giuseppe Di Capua (kormányos) | 6:56,29  | QA       |
| 2.       | Románia (ROU) · Dimitrie Popescu · Nicolaie Taga · Dumitru Răducanu (kormányos)            | 6:56,90  | QA       |
| 3.       | Kuba (CUB) · Ismael Carbonell · Arnaldo Rodríguez · Roberto Ojeda (kormányos)              | 6:59,11  | QA       |
| 4.       | Litvánia (LTU) · Juozas Bagdonas · Einius Petkus · Valdemaras Mačiulskis (kormányos)       | 7:03,89  | QB       |
| 5.       | Ausztria (AUT) · Volkmar Kuttelwascher · Dietmar Kuttelwascher · Markus Irle (kormányos)   | 7:05,89  | QB       |
| 6.       | Egyesített Csapat (EUN) · Valery Belodedov · Dmitry Nos · Anatoly Korbut (kormányos)       | 7:06,08  | QB       |

### Döntők
| Hely.   | Össz.   | Nemzet                                                                                     | Idő     | Mj      |
| C-döntő | C-döntő | C-döntő                                                                                    | C-döntő | C-döntő |
| ------- | ------- | ------------------------------------------------------------------------------------------ | ------- | ------- |
| 1.      | 13.     | Brazília (BRA) · Cláudio Tavares · Carlos de Almeida · Carlos Sobrinho (kormányos)         | 7:32,49 |         |
| 2.      | 14.     | Argentína (ARG) · Marcelo Pieretti · Gustavo Pacheco · Andrés Seperizza (kormányos)        | 7:37,76 |         |
| 3.      | 15.     | Bulgária (BUL) · Ivajlo Bancsev · Jordan Dancsev · Sztefan Sztojkov (kormányos)            | 7:38,25 |         |
|         | 16.     | Csehszlovákia (TCH) · Dušan Macháček · Pavel Sokol · Oldřich Hejdušek (kormányos)          | DNS     |         |
| B-döntő |         |                                                                                            |         |         |
| 1.      | 7.      | Lengyelország (POL) · Piotr Basta · Tomasz Mruczkowski · Bartosz Sroga (kormányos)         | 7:04,37 |         |
| 2.      | 8.      | Egyesült Államok (USA) · Aaron Pollock · John Moore · Stephen Shellans, Jr. (kormányos)    | 7:04,84 |         |
| 3.      | 9.      | Litvánia (LTU) · Juozas Bagdonas · Einius Petkus · Valdemaras Mačiulskis (kormányos)       | 7:04,98 |         |
| 4.      | 10.     | Ausztria (AUT) · Volkmar Kuttelwascher · Dietmar Kuttelwascher · Markus Irle (kormányos)   | 7:12,40 |         |
| 5.      | 11.     | Egyesített Csapat (EUN) · Valery Belodedov · Dmitry Nos · Anatoly Korbut (kormányos)       | 7:13,10 |         |
| 6.      | 12.     | Spanyolország (ESP) · José Ignacio Bugarín · Ibon Urbieta · Javier Cano (kormányos)        | 7:15,25 |         |
| A-döntő |         |                                                                                            |         |         |
| Arany   | Arany   | Nagy-Britannia (GBR) · Jonny Searle · Greg Searle · Garry Herbert (kormányos)              | 6:49,83 |         |
| Ezüst   | Ezüst   | Olaszország (ITA) · Carmine Abbagnale · Giuseppe Abbagnale · Giuseppe Di Capua (kormányos) | 6:50,98 |         |
| Bronz   | Bronz   | Románia (ROU) · Dimitrie Popescu · Nicolaie Taga · Dumitru Răducanu (kormányos)            | 6:51,58 |         |
| 4.      | 4.      | Németország (GER) · Thomas Woddow · Michael Peter · Peter Thiede (kormányos)               | 6:56,98 |         |
| 5.      | 5.      | Kuba (CUB) · Ismael Carbonell · Arnaldo Rodríguez · Roberto Ojeda (kormányos)              | 6:58,26 |         |
| 6.      | 6.      | Franciaország (FRA) · Patrick Berthou · Laurent Lacasa · Emmanuel Bunoz (kormányos)        | 7:03,01 |         |